# Pastiche
Pastiche é definido como obra literária ou artística em que se imita abertamente o estilo de outros escritores, pintores, músicos etc.
Não tem, contudo, função de satirizar, criticar a obra de origem, diferindo, assim, da paródia.
Modernamente, o pastiche pode ser visto como uma espécie de colagem ou montagem, tornando-se retalhos de vários textos. Nem sempre é grosseiro, como demonstra o romance Em Liberdade, de Silviano Santiago, que é pastiche do estilo de Graciliano Ramos. Ou os livros Amor de Capitu, de Fernando Sabino, e Capitu – Memórias Póstumas, de Domício Proença Filho, que reescreveram Dom Casmurro, de Machado de Assis.
No trecho abaixo, Machado de Assis, em seu conto "O cônego ou a metafísica do estilo", faz um pastiche bíblico:
— Vem do Líbano, esposa minha, vem do Líbano, vem... As mandrágoras deram o seu cheiro. Temos as nossas portas toda a casta de pombos...”
— ”eu vos conjuro, filhas de Jerusalém, que se encontrardes com meu amado, lhe façais saber que estou enferma de amor...“

Era assim, com essas melodias do velho drama de Judá, que procuravam um ao outro na cabeça do cônego Matias um substantivo e um adjetivo... Não me interrompas, leitor precipitado.(...) 

Procuram-se e acham-se. Enfim, Silvio achou Silvia. Viram-se caíram nos braços um do outro, ofegantes de canseira, mas remidos com a consciência. “Quem é esta que sobe do deserto, firmada sobre seu amado?” pergunta Silvio, como no Cântico; e ela, com a mesma lábia erudita, responde-lhe que “é o selo do seu coração”, e que “o amor é tão valente como a própria morte.”
O pastiche, procedimento que mescla estilos, também foi cultuado por Manuel Bandeira, como neste "Hai-kai" tirado de uma falsa lira de Gonzaga, em que o poeta pernambucano recorre a uma forma lírica japonesa para imitar o lirismo da obra árcade Marília de Dirceu:
Quis gravar "amor"

No tronco de um velho freixo

"Marília", escrevi.